# Long Shot (2019)
Long Shot is een Amerikaanse romantische komedie uit 2019 onder regie van Jonathan Levine. De hoofdrollen worden vertolkt door Charlize Theron en Seth Rogen.

## Verhaal
Fred Flarsky is een zelfdestructieve journalist die op een dag besluit om ontslag te nemen wanneer zijn krant wordt overgenomen door een conservatieve mediamagnaat. Om hem op te beuren, wordt hij door zijn vriend Lance uitgenodigd op een exclusieve receptie, waar hij zijn vroegere babysitter Charlotte Field tegen het lijf loopt. Charlotte is inmiddels als minister van Buitenlandse Zaken een van de machtigste vrouwen ter wereld. Ze is van plan om een gooi te doen naar het presidentschap en neemt om die reden Fred in dienst als speechschrijver. Ondanks hun tegenovergestelde stijl en verschil in status beginnen de twee stiekem een relatie.

## Rolverdeling
| Acteur              | Personage             |
| ------------------- | --------------------- |
| Charlize Theron     | Charlotte Field       |
| Seth Rogen          | Fred Flarsky          |
| June Diane Raphael  | Maggie Millikin       |
| O'Shea Jackson jr.  | Lance                 |
| Ravi Patel          | Tom                   |
| Bob Odenkirk        | president Chambers    |
| Andy Serkis         | Parker Wembley        |
| Randall Park        | Flarsky's baas        |
| Tristan D. Lalla    | Agent M               |
| Alexander Skarsgård | premier James Steward |
| Aladeen Tawfeek     | Bharath               |

## Productie
Het filmproject, dat oorspronkelijk bekend was onder de titel Flarsky, werd in februari 2017 aangekondigd met Jonathan Levine als regisseur en Charlize Theron en Seth Rogen als hoofdrolspelers. Levine en Rogen hadden eerder al samengewerkt aan de komedies 50/50 (2011) en The Night Before (2015).
Het script werd geschreven door Dan Sterling en nadien, vanaf de zomer van 2017, bewerkt door Liz Hannah, een oud-werkneemster van Therons productiebedrijf Denver and Delilah Productions. In het najaar van 2017 werden ook O'Shea Jackson jr., June Diane Raphael, Ravi Patel, Andy Serkis, Alexander Skarsgård en Randall Park aan de cast toegevoegd.
De opnames gingen in november 2017 van start. Er werd gefilmd in onder meer Montreal (Canada) en Cartagena (Colombia).
In januari 2019 werd de titel officieel veranderd in Long Shot. Twee maanden later, op 9 maart 2019, ging de film in première op het festival South by Southwest (SXSW). Oorspronkelijk was het de bedoeling dat de film reeds in februari 2019 in première zou gaan, maar doordat de proefvoorstellingen van de film zo succesvol waren, werd besloten om de release uit te stellen tot de lucratievere zomerperiode. De Amerikaanse release werd om die reden verschoven naar 3 mei 2019.
Long Shot kreeg overwegend positieve recensies van de Amerikaanse filmpers. Op Rotten Tomatoes heeft de film een waarde van 83% en een gemiddelde score van 7/10, gebaseerd op 186 recensies. Op Metacritic heeft de film een gemiddelde score van 70/100, gebaseerd op 38 recensies.